# Ben Silbermann
Pour les articles homonymes, voir Silbermann.
 (novembre 2023).
La mise en forme du texte ne suit pas les recommandations de Wikipédia : il faut le « wikifier ».
Les points d'amélioration suivants sont les cas les plus fréquents :
- Les titres sont pré-formatés par le logiciel. Ils ne sont ni en capitales, ni en gras.
- Le texte ne doit pas être écrit en capitales (les noms de famille non plus), ni en gras, ni en italique, ni en « petit »…
- Le gras n'est utilisé que pour surligner le titre de l'article dans l'introduction, une seule fois.
- L'italique est rarement utilisé : mots en langue étrangère, titres d'œuvres, noms de bateaux, etc.
- Les citations ne sont pas en italique mais en corps de texte normal. Elles sont entourées par des guillemets français : « et ».
- Les listes à puces sont à éviter, des paragraphes rédigés étant largement préférés. Les tableaux sont à réserver à la présentation de données structurées (résultats, etc.).
- Les appels de note de bas de page (petits chiffres en exposant, introduits par l'outil «  Source ») sont à placer entre la fin de phrase et le point final[comme ça].
- Les liens internes (vers d'autres articles de Wikipédia) sont à choisir avec parcimonie. Créez des liens vers des articles approfondissant le sujet. Les termes génériques sans rapport avec le sujet sont à éviter, ainsi que les répétitions de liens vers un même terme.
- Les liens externes sont à placer uniquement dans une section « Liens externes », à la fin de l'article. Ces liens sont à choisir avec parcimonie suivant les règles définies. Si un lien sert de source à l'article, son insertion dans le texte est à faire par les notes de bas de page.
- La présentation des références doit suivre les conventions bibliographiques. Il est recommandé d'utiliser les modèles {{Ouvrage}}, {{Chapitre}}, {{Article}}, {{Lien web}} et/ou {{Bibliographie}}. Le mode d'édition visuel peut mettre en forme automatiquement les références.
- Insérer une infobox (cadre d'informations à droite) n'est pas obligatoire pour parachever la mise en page.

Pour une aide détaillée, merci de consulter Aide:Wikification.
Si vous pensez que ces points ont été résolus, vous pouvez retirer ce bandeau et améliorer la mise en forme d'un autre article.
Ben Silbermann (né le 14 juillet 1982) est un entrepreneur américain sur Internet. Il est le cofondateur et le président exécutif de Pinterest, un moteur de découverte visuelle qui permet aux utilisateurs d'organiser des images, des liens, des recettes et d'autres choses.

## Début de la vie
Silbermann est né dans l'Iowa en 1982,. Il a grandi à Des Moines, Iowa. Ses parents, Jane Wang et Neil Silbermann, sont ophtalmologistes. En 1998, Silbermann a fréquenté l'Institut des sciences de la recherche du MIT. Il est diplômé de la Des Moines Central Academy et de Des Moines Roosevelt avec la classe de 1999. Il a ensuite obtenu son diplôme de l'Université de Yale au printemps 2003 avec un diplôme en sciences politiques.

## Carrière
Avant Pinterest (lancé en mars 2010), Silbermann travaillait chez Google dans le groupe de publicité en ligne,.Cependant, après une courte période avec l'entreprise, il est parti et a commencé à concevoir ses propres applications iPhone avec des amis. Après sa demande initiale, Tote, n'a pas réussi à gagner du terrain, il s'est associé à Evan Sharp pour créer un produit de tableau d'affichage qui finirait par s'appeler Pinterest. Silbermann dit que la genèse de Pinterest est venue de son amour de la collection quand il était enfant. "La collecte en dit beaucoup sur qui vous êtes", a-t-il dit, et quand ils ont regardé le web "il n'y avait pas d'endroit pour partager ce côté de qui vous étiez". La levée de capitaux pour démarrer Pinterest était un obstacle auquel Silbermann a réfléchi latéralement. Silbermann a participé au concours du plan d'affaires Stern de l'Université de New York. "Le prix était une réunion avec les investisseurs en capital-risque First Mark Capital à New York, ce qui nous a donné la moitié de notre argent." Un peu plus de neuf ans après le lancement de Pinterest, la société a tenu son introduction en bourse en avril 2019, qui a évalué la société à environ 12 milliards de dollars.
Le 28 juin 2022, il a été annoncé que Silberman démissionnerait de son poste de directeur général et passerait au poste de président exécutif,. Le dirigeant de Google, Bill Ready, deviendra directeur général et membre du conseil d'administration. Pendant ce temps, Silbermann a été inscrit sur la liste des milliardaires de 30 ans et moins de 30 ans de Forbes.

## Vie personnelle
Silbermann est marié à Divya Bhaskaran, avec qui il a deux enfants. Sa femme est diplômée de l'Université Clark en 2004 avec un diplôme en psychologie. Le couple réside à San Francisco, en Californie.